# Galerija Centrs
«Galerija Centrs» (с латыш. — «Галерея Центр») — торговый центр в Риге, на улице Аудею, бывший «Армейский экономический магазин» и Рижский центральный универмаг.
Торговый центр включает в себя здание бывшего Рижского центрального универмага а также часть улицы Ридзенес, в виде застеклённой аркады. На внешних стенах здания торгового центра можно увидеть Гермеса, древнегреческого бога торговли.

## История
История торгового центра берёт начало с осени 1919 года, когда был основан «Армейский экономический магазин» (латыш. Armijas Ekonomiskais veikals (AEV)). С 1923 года «AEV» располагался по адресу улица Аудею, дом № 16. К 1935 году старое двухэтажное здание не справлялось с растущим числом покупателей. Тогда было принято решение о строительстве нового гранд-универмага. Конкурс объявили 20 января 1936 года. Конкурсная комиссия рассмотрела 40 проектов торгового центра и выбрала в качестве основного пятиэтажное здание на участке площадью 3 000 квадратных метров. 26 сентября 1936 года президент Латвийской Республики Карлис Улманис и генерал Янис Балодис заложили первый камень в фундамент. Чтобы не прерывать работу важного учреждения, работы велись в две стадии — с июня 1936 года по февраль 1940 года. Руководили работами архитектор Артур Галиндом и его заместитель Карлис Плуксне, который также являлся автором внутренних интерьеров нового универмага. Новый универмаг открылся 24 января 1938 года. По словам современников строительства, в ходе работ были применены все ноу-хау тех лет, включая такую новинку, как эскалаторы.
После присоединения Латвии к СССР, с 1 октября 1940 года, со вступлением в силу закона о национализации, «Армейский экономический магазин», прежде подчинявшийся военному министерству, поступил в подчинение Главному государственному управлению торговли и был переименован в «Рижский универсальный магазин». Руководители AEV полковник Андрейс Леяссаусс и его заместитель старший лейтенант Романс были отстранены и в 1941 году депортированы. 14 сентября 1940 года в магазине, где все помещения были оборудованы пожарной сигнализацией, подключённой напрямую к пульту в пожарном депо, а на каждом этаже находились пожарные гидранты, произошёл пожар.
В эпоху Латвийской ССР старое оборудование и единый интерьер были демонтированы, а сам магазин был переименован в «Рижский центральный универмаг» (латыш. Rīgas Centrālais universālveikals (RCUV)). Но сохранились исторические дубовые лестницы и оригинальные бронзовые плафоны. В 1967 году универмаг был частично реконструирован.
В 1967 году объём реализованных универмагом товаров в денежном эквиваленте составил 90 млн рублей, а в 1981 году возрос до 160 млн рублей. В эти же годы появился спецотдел универмага для членов правительства — он проходил как «отдел подарков для интуристов».
В начале 1990-х годов, после распада СССР, рижский универмаг перешел в частную собственность. Его приватизировала латвийско-норвежская компания «Varner Hakon Invest» во главе с 25-летним предпринимателем  Айнарсом Шлесерсом. После реконструкции, под названием «Centrs» (рус. «Центр») универмаг заново открылся в 1998 году.
С появлением ещё одного инвестора — норвежской компании «Linstow Center Management» была образована новая управляющая компания. В 1998 году Айнарс Шлесерс продал свою долю капитала и покинул пост генерального директора торгового центра.
Летом 2002 года был объявлен конкурс на застройку близлежащих территорий. Планировалось, что в реконструкцию будет вложено 20—22 млн евро, а после завершения магазин будет называться «Galerija Centrs». C 1 января 2006 года закрылись все магазины универмага «Centrs».
После окончания капитальной реконструкции здания в 2006 году торговый центр был объединен с улицей Ридзенес. Универмаг получил новое название «Galerija Centrs» и стал первым торговым центром со стеклянной крышей в Прибалтике. Его общая площадь составляет 30 тысяч квадратных метров, что вдвое превышает площадь бывшего универмага «Centrs» (15,1 тысячи квадратных метров). В реконструкцию было вложено 31,5 млн евро.
В мае 2019 года «Linstow Center Management» продал универмаг «Galerija Centrs» инвестиционному фонду недвижимости «Baltic Horizon Fund» за 75 млн евро.

## Археологические исследования
Перед постройкой «Армейского экономического магазина» в 1938 году на месте строительства были проведены археологические раскопки.
На том месте, где находится «Galerija Centrs», в XIII—XVI вв. находился древний Рижский порт.
Экспонаты, найденные во время раскопок, отражают образ жизни жителей Риги. К ним относятся одежда и украшения, товары, которые так важны для города, монеты и печати. О существовавших торговых отношениях свидетельствуют разнообразные находки, такие как посуда немецкого и голландского производства. К ним относятся одежда и украшения, товары, которые так важны для города, — торговля, монеты и печати, игры и развлечения. Торговые отношения свидетельствуют о разнообразных посторонних предметах — посуде немецкого и голландского производства и глиняных трубках.
Наиболее примечательной из этих находок были хорошо сохранившиеся остатки судна, обнаруженные в ходе археологических исследований в 1939 году между нынешними улицами Вальню, 13 января, Вецпилсетас и Калею — в нескольких десятках метров от здания торгового центра. Древности археологических исследований сегодня хранятся в Музее истории Риги и мореходства.

## Магазины
Всего в торговом центре имеется более 140 магазинов, а также кафе, рестораны и различные поставщики услуг. На первом этаже находится продуктовый супермаркет торговой сети «RIMI», а на втором, третьем и четвёртом этажах находятся специализированные магазины и магазины таких известных брендов как: «Guess», «Calvin Klein», «Jeans», «Marc’O Polo» и другие. На пятом этаже находится «Kolonna SPA» — центр здоровья, красоты и спорта.

## Зал «Астория»
На 5-м этаже «Galerija Centrs» находится исторический, прекрасно отреставрированный и сохранившийся зал «Астория». В прошлом здесь находился ресторан «Астория», который пользовался популярностью у жителей Риги и мог вместить до 250 гостей. Рядом с ним была парикмахерская и столовая для персонала. Пятый этаж был соединен пятью лестницами, которые предназначались для посетителей и персонала. Также имелось четыре пассажирских и один грузовой лифт.
В зале сохранились потолочные украшения с легендарными буквами «AEV» — аббревиатура самого первого названия центра «Armijas Ekonomiskais Veikals».

## Альянс «Galactico»
В феврале 2009 года владелец «Galerija Centrs» «Linstow Center Management» объявил о создании альянса «Galactico».
В этот альянс помимо «Galerija Centrs» были включены ещё четыре крупных рижских торговых центра «Alfa», «Mols», «Origo» и «Dole».
Для привлечения покупателей была разработана специальная программа привилегий альянса, которая распространялась на все торговые центры альянса.
В июне 2019 года «Linstow Center Management» объявил о роспуске альянса и прекращении программы привилегий с 1 сентября 2019 года.

## Происшествия
За свою историю торговый центр неоднократно горел. В 1975 году в результате пожара пострадало 1 700 квадратных метров торговой площади, четыре отдела выгорели полностью. Спустя четыре года, при следующем пожаре выгорело 2 000 квадратных метров продуктового отдела.
Вечером 17 августа 2000 года на первом этаже универмага произошёл теракт. В результате двух взрывов погиб один человек и около 30 пострадало.

## Награды
За 2008 год торговый центр «Galerija Centrs» получил награду Международного совета торговых центров (англ. International Council of Shopping Centers (ICSC)) за лучший дизайн-проект торгового центра 2008 года.